# مرکز غذا و کشاورزی استون بارنز
مرکز غذا و کشاورزی استون بارنز (انگلیسی: Stone Barns Center for Food & Agriculture) یک مزرعه، مرکز آموزشی و پژوهشی غیرانتفاعی است که در پوکانتیکو هیلز، نیویورک واقع شده‌است. این مرکز در ۸۰ هکتار (۳۲۰٬۰۰۰ متر مربع) که قبلاً متعلق به املاک راکفلر بود برپا شد. استون بارنز کشاورزی پایدار و غذاهای محلی را ترویج می‌کند و هدفش حمایت از کشاورزی بومی-محلی است و در تمامی چهار فصل فعال است و تنها برای کشت سبزیجات، زمینی به وسعت ۶ هکتار (۲۴٬۰۰۰ متر مربع) در اختیار دارد.
در سال ۲۰۱۷، استون بارنز «نامه‌هایی به یک کشاورز جوان» را منتشر کرد که مجموعه‌ای از مقالات و نامه‌ها در مورد پستی و بلندی‌های زندگی کشاورزی بود، و توسط افراد نامداری نوشته شده بود از جمله باربارا کینگسالور، بیل مک‌کیبن، مایکل پولان، تمپل گراندین، وندل بری، ریک بیلس و ماریون نستل.